# Hidilyn Diaz
Hidilyn Diaz (n. 20 februarie 1991, Zamboanga City⁠(d), Filipine) este o sportivă ce a reprezentat Filipine, medaliată olimpică. A participat la 4 ediții ale Jocurilor Olimpice (2008, 2012, 2016, 2020) în care a câștigat o medalie de aur și o medalie de argint.